# Panthiades battus
Panthiades battus är en fjärilsart som beskrevs av Pieter Cramer 1779. Panthiades battus ingår i släktet Panthiades och familjen juvelvingar. Inga underarter finns listade i Catalogue of Life.